# قزلداش سفلي
قزلداش سفلي هي قرية في مقاطعة خوي، إيران. يقدر عدد سكانها بـ 67 نسمة بحسب إحصاء 2016.